# 溫哥華市徽
溫哥華市徽於1969年3月31日由英國紋章院頒發。

## 歷史
溫哥華於1886年建市後採用的首個市政徽章由市議員咸美頓（Lauchlan Hamilton）設計，呈圓形狀，正中部分有一株大樹，兩旁有一艘帆船和一列火車，圓形下的綬帶上註有英文格言「憑海與陸我們得以繁榮」（By Sea and Land We Prosper）。該徽章呈現當時溫市以林木業和運輸業為主的經濟基礎，但並未依照傳統歐洲紋章學規格設計。
第二代市徽由布洛姆菲爾德（James Blomfield）設計，1903年啓用。盾徽正中置了一個帶有商神杖的三角形，背景則由15條藍白交替波浪橫紋組成，代表溫市周圍的海洋。視者左方的持盾者為一個帶有斧頭和樹枝的樵夫，視者右方的持盾者則為一個帶有船槳和漁網的漁夫。頭盔上的盔飾為代表市政機關的壁形冠，之上置有帆船的桅杆和船帆。盾徽下方的格言則承襲自第一代市徽。
溫哥華市議會於1928年嘗試向英國紋章院註冊第二代市徽，但被該院否決。市議會一個委員會於1928-32年間偶然討論此議題，但期後卻不了了之。市政府終在1962年重啓此項程序，委派職員與英國紋章院方面研究修定市徽。在切斯特紋章官弗科（Walter Verco）協助下，市徽作出以下修定：樵夫的樹枝和漁夫的船槳被去除、盾徽正中的商神杖由瓜求圖族圖騰柱取代、波浪橫紋數目由15條減至8條、盾徽上方加置兩枚太平洋四照花（即卑詩省的省花）、格言則改為「憑海陸空我們得以繁榮」（By Sea Land and Air We Prosper）。修改後的市徽於1969年3月31日正式獲紋章院頒發。

## 象徵
- 盔飾：帆船的桅杆和船帆代表溫哥華作為港口城市的重要地位，壁形冠則為代表市政機關的傳統紋章學元素
- 盾徽：兩枚太平洋四照花代表溫哥華位於卑詩省，瓜求圖族圖騰柱代表當地的原住民文化傳統，藍白交替波浪橫紋則代表海洋
- 持盾者：樵夫和漁夫代表林木業和漁業，即當地的傳統經濟支柱
- 格言：「憑海陸空我們得以繁榮」；市徽於1969年修改時加入「空」一詞，代表航空業對溫哥華的發展日益重要[3]。

## 衍生代表物
市徽中的壁形冠構成市政府徽章（city badge）的基礎；壁形冠之内置有交叉擺放的斧頭和船槳，如市徽持盾者般代表林木業和漁業。此市政府徽章亦應用於溫哥華市旗之上。
市徽中的盾徽亦構成溫哥華警察局徽章的中央元素。

## 外部連結
- （英文）溫哥華市政府網站 市代表物簡介 （页面存档备份，存于）